# Tamponamento cardíaco
Tamponamento cardíaco, também conhecido como tamponamento pericárdico, ocorre quando o líquido no pericárdio (o saco ao redor do coração) se acumula, resultando na compressão do coração. O início pode ser rápido ou gradual. Os sintomas geralmente se assemelham aos do choque cardiogênico, incluindo dispneia, fraqueza, tontura e tosse. Outros sintomas podem estar relacionados à causa subjacente.